# Mormolyca fuchii
Mormolyca fuchii är en orkidéart som beskrevs av John T. Atwood. Mormolyca fuchii ingår i släktet Mormolyca och familjen orkidéer.
Artens utbredningsområde är Bolivia. Inga underarter finns listade i Catalogue of Life.